# L'Anse aux Meadows (local service district)
L'Anse aux Meadows is een plaats en local service district in de Canadese provincie Newfoundland en Labrador. Het gehucht bevindt zich in het uiterste noorden van het eiland Newfoundland en is beroemd vanwege de Vikingnederzetting die zich er bevindt.

## Toponymie
L'Anse aux Meadows is een gedeeltelijk Frans- en gedeeltelijk Engelstalige naam die vrij kan vertaald worden als "baaitje bij de weides". Vermoedelijk is het een verbastering van het Franse L'Anse aux Méduses ("kwallenbaaitje"). De regio telt heel wat Franstalige toponiemen die te herleiden zijn tot het verleden van de "Franse kust" (1713-1904).

## Geschiedenis
L'Anse aux Meadows was in de eerste helft van de 20e eeuw een afgelegen plaats waar de inwoners leefden van de visserij. Net buiten het dorp waren er verschillende kleine heuvels die de inwoners kenden als de indian mounds ("indiaanse ophogingen").
In 1960 leidde lokale inwoner George Decker het archeologenechtpaar Helge en Anne Stine Ingstadt naar de heuvels. Zij ontdekten dat het eigenlijk een Vikingnederzetting betrof en deden opgravingen van 1960 tot en met 1968 (zie L'Anse aux Meadows voor meer informatie).
Het afgelegen gehucht bereikte door de ontdekkingen wereldfaam en de economie richtte zich hierdoor, net als andere plaatsen uit de omgeving, naast visserij ook op toerisme.
Sinds 1987 hebben de inwoners van het in gemeentevrij gebied gelegen L'Anse aux Meadows beperkt lokaal bestuur doordat de plaats een local service district werd.
In 2000 vond de opening van Norstead plaats in het kader van "1000 jaar Vikingen in Amerika". Norstead is een openluchtmuseum met replica's van zowel Vikinggebouwen als van een Vikingschip (waarmee avonturiers in 1998 de oversteek vanuit Groenland maakten) waar bezoekers onder andere door figuranten een volledige beleving aangeboden wordt. Norstead staat los van de 2 km verder gelegen originele archeologische site waar zich eveneens replica's bevinden.

## Geografie
Het gehucht L'Anse aux Meadows bevindt zich in het uiterste noorden van het Great Northern Peninsula van Newfoundland, aan het eindpunt van provinciale route 436. De plaats telt een tiental woningen en is gelegen aan Medée Bay, een inham van de Straat van Belle Isle.
Een kilometer naar het zuidoosten toe ligt het gehucht Hay Cove. De archeologische site van de Vikingen ligt zo'n 400 m ten zuidwesten van de bewoningskern, aan de oostoever van Sacred Bay.

## Demografie
L'Anse aux Meadows kent, net zoals de meeste afgelegen Newfoundlandse plaatsen, een dalende demografische trend. Tussen 1991 en 1996 daalde de bevolkingsomvang van 61 naar 46. In 2001 woonden er maar 29 mensen meer. De bevolkingsomvang daalde verder naar 22 in 2016 tot slechts 18 inwoners in 2021.
Vanaf de volkstelling van 2006 worden er geen gedetailleerde data voor de plaats meer bijgehouden omdat ze door Statistics Canada ondergebracht is in de designated place L'Anse aux Meadows to Quirpon. 